# Villaconejos de Trabaque
Villaconejos de Trabaque é um município da Espanha na província de Cuenca, comunidade autónoma de Castilla-La Mancha, de área 31,64 km² com população de 484 habitantes (2004) e densidade populacional de 15,30 hab/km².

## Demografia
| Variação demográfica do município entre 1991 e 2004 | Variação demográfica do município entre 1991 e 2004 | Variação demográfica do município entre 1991 e 2004 | Variação demográfica do município entre 1991 e 2004 |
| --------------------------------------------------- | --------------------------------------------------- | --------------------------------------------------- | --------------------------------------------------- |
| 1991                                                | 1996                                                | 2001                                                | 2004                                                |
| 580                                                 | 544                                                 | 493                                                 | 484                                                 |